# Pseudoleptaleus dentatus
Pseudoleptaleus dentatus es una especie de coleóptero de la familia Anthicidae.

## Distribución geográfica
Habita en Madagascar.